# Фильеры
Фильеры — специальные высокопрочные формы (пластины, колпачки) с тарированными отверстиями, расположенными в определённом порядке.
Фильеры предназначены для разделения потока жидкого вещества (раствора или расплава) на отдельные струи, которые затем превращаются в отдельные волокна и затем соединяются в нити или жгуты. Фильеры, как правило, изготавливают из металлов (никель, тантал, сплавы благородных металлов), реже — из керамики и стекла. Диаметр, форма и расположение отверстий определяются технологическим процессом.